# Das rote Zimmer (Roman)
Das rote Zimmer (Originaltitel: Röda rummet) ist ein Roman des schwedischen Autors August Strindberg aus dem Jahr 1879.

## Inhalt
Der Roman beschreibt in 29 Kapiteln auf satirische Art das ökonomische, soziale und künstlerische Leben im Stockholm des 19. Jahrhunderts. Er enthält zahlreiche Anspielungen auf die damaligen Versicherungsgesellschaften, Banken, Behörden, Parteien, Verleger und Presseorgane.
Strindberg bewertet das etablierte System durchweg kritisch und zieht es sogar ins Lächerliche. Seine Verehrer schätzen den ausdrucksstarken, inhaltsreichen und treffenden Sprachstil und pflegen den ersten Abschnitt des Romans, beginnend mit den Worten „Es war eines Abends Anfang Mai“, auswendig zu lernen. Häufige wörtliche Rede und mehrere Briefwechsel verleihen dem Werk Spannung, Vielfalt und den Eindruck einer realistischen Darstellung. Das Buch wird als Anfang der schwedischen Literaturepoche „80er Jahre“ angesehen und markiert mit seiner für die damalige Zeit modernen schwedischen Schriftsprache zusammen mit anderen Werken den Beginn einer neuen sprachhistorischen Periode, „Nusvenskan“ (etwa: heutiges Schwedisch) genannt.
Der Titel „Das rote Zimmer“ deutet darauf hin, dass sich wichtige Teile der Romanhandlung in ebendiesem Versammlungsraum einer Gaststätte abspielen, der zu dem noch heute bestehenden Restaurant „Berns Salonger“ (Berzelii Park, SE-10327 Stockholm) gehört.

## Handlung
Hauptperson der Handlung ist der junge Beamte Arvid Falk, der auf der Suche nach Freiheit und Wahrheit seine Laufbahn aufgibt, um als freier Schriftsteller und Journalist zu arbeiten. Dabei gerät er in Konflikt mit seinem älteren dominierenden Bruder Carl Nikolaus Falk, einem angesehenen Kaufmann und Verfechter der konservativen Gesellschaftsordnung. Auf der Suche nach einem Lebensunterhalt trifft Arvid Falk unter anderem auf den Verleger Smith, der ihm anbietet, eine Werbebroschüre zur Förderung des Absatzes von Überseetransportversicherungen zu verfassen. Arvid kann diesen Auftrag nicht mit seiner idealistischen Gesinnung vereinbaren und überlässt diesen dem vom Hungertod bedrohten befreundeten Philosophen Ygberg.
Die Hauptperson bestimmt nicht allein die Handlung. Wir lernen im Verlauf des Romans zahlreiche andere schillernde Persönlichkeiten kennen: Den Landschaftsmaler Sellén, der nach langen erfolglosen Arbeitsjahren endlich Anerkennung erfährt; den Bildhauer Olle Montanus, der sein Handwerk zu Gunsten der Philosophie aufgibt, sich später ertränkt und einen langen Abschiedsbrief hinterlässt, in dem er der Hoffnung Ausdruck verleiht, dass er wenigstens als Leiche glücklich aussehe; den für das konservative Blatt „Graumantel“ schreibenden Journalisten Struve, der mit politischen Gesinnungsgegnern Freundschaft pflegt; den Arzt Doktor Borg, der den phasenweise psychisch erkrankten Arvid Falk persönlich betreut und darüber lange Briefe an seine Freunde Sellén und Struve schreibt und viele mehr.
Wir begleiten heuchlerische Wohltätigkeitsdamen auf Besuch in die Slums, Künstler mit goldenem Herzen zum kalten Buffet in das rote Zimmer von Berns Salon, beobachten erotisch interessante Szenen der Berufsausübung der Dirne Marie und arme Bohémiens in einer Winternacht, die ihren Hunger zu stillen versuchen, indem sie sich gegenseitig aus einem Kochbuch vorlesen. Wir nehmen an einem herzzerreißenden Kinderbegräbnis teil und hören eine für die schwedische Nation äußerst peinliche Rede des Kunstbildhauergesellen Montanus vor einer Arbeiterversammlung.
Arvid Falk sucht in der Auseinandersetzung mit verschiedenen gesellschaftlichen Kräften seinen eigenen Weg. Am Ende verlobt er sich mit einer Lehrerin, wird ein anerkannter Schriftsteller und verfasst ein Lehrbuch über Münzwissenschaften. Obwohl er sich wieder in die etablierte Gesellschaft eingliedert, bleibt er im Herzen ein politischer Fanatiker, der irgendwann zur Explosion kommen wird.

## Entstehung und Veröffentlichungsgeschichte
Strindberg verfasst das Buch in den Monaten Februar bis November 1879, kurz nachdem er selbst wegen Überschuldung Konkurs anmelden musste. Am 14. November 1879 kam das Buch in den Handel. Der Verleger Joseph Seligmann zahlte Strindberg ein Honorar von 2200 Kronen. Innerhalb von zwei Jahren wurde „Das rote Zimmer“ in vier Auflagen mit insgesamt 6000 Exemplaren verkauft. Das Werk verschaffte Strindberg die von ihm gewünschte Bekanntheit als Schriftsteller, und der Erfolg des Buchs bewahrte ihn vor dem wirtschaftlichen Ruin.

## Ausgaben
- Das rote Zimmer. Aus dem Schwedischen von Else von Hollander. Berlin 1919.
- Das rote Zimmer. Schilderungen aus dem Leben der Künstler und Schriftsteller. Aus dem Schwedischen von Hilde Rubinstein. Mit einem Nachwort von Gerhard Scholz. Berlin 1963.
- Das rote Zimmer. Aus dem Schwedischen von Renate Bleibtreu. Nachwort von Peter Henning. Neuauflage zum 100. Todestag Strindbergs. Zürich 2012.